# Haplodrassus grazianoi
Haplodrassus grazianoi är en spindelart som beskrevs av Lodovico di Caporiacco 1948. Haplodrassus grazianoi ingår i släktet Haplodrassus och familjen plattbuksspindlar. Inga underarter finns listade i Catalogue of Life.